# University of San Francisco

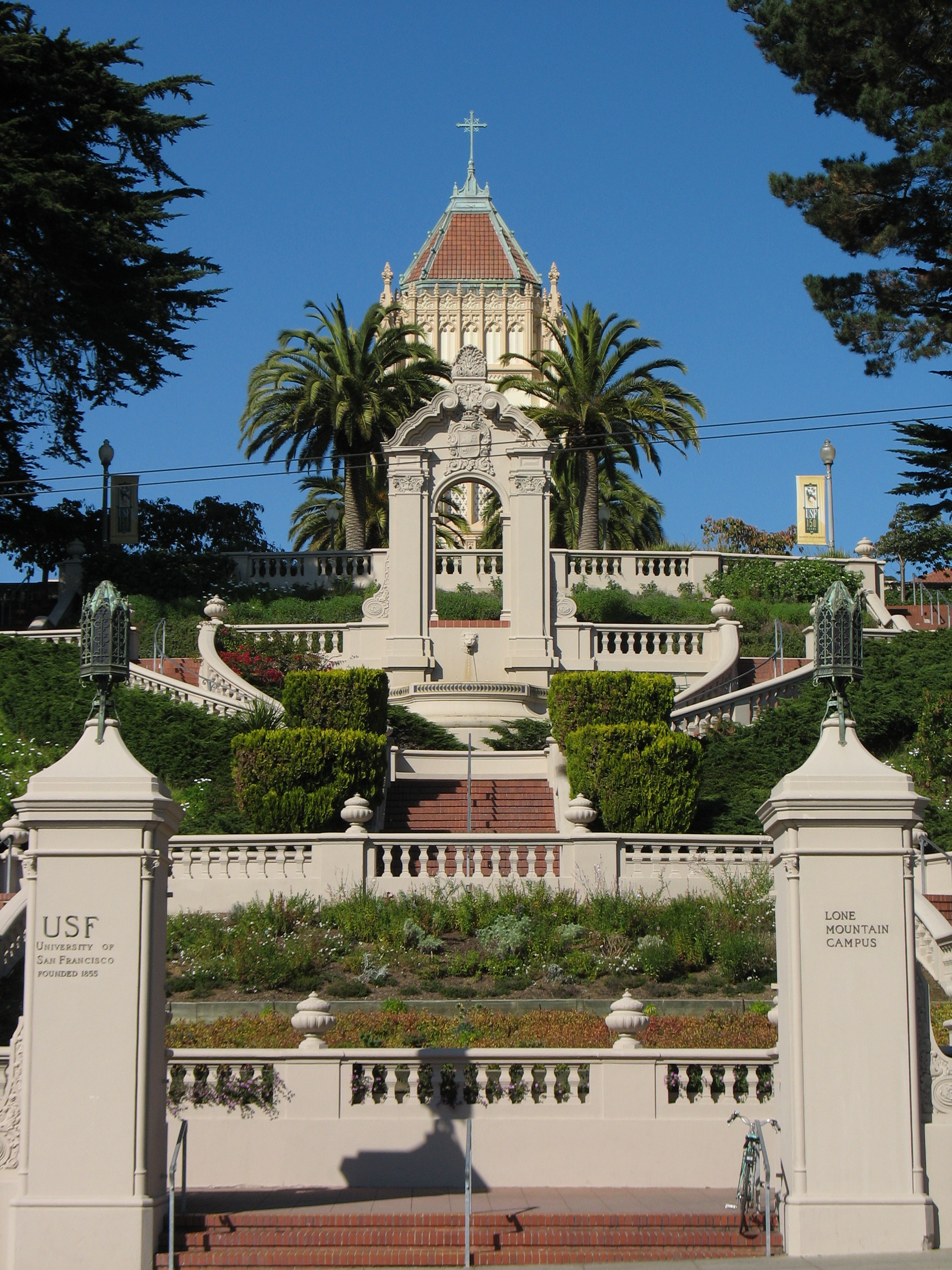
Campusområdet Lone Mountain.

University of San Francisco är ett privatägt jesuitiskt universitet i San Francisco, Kalifornien. Det grundades den 15 oktober 1855 och har ungefär 8 700 studenter och omkring 500 anställda. Universitetet är den äldsta institutionen för högre utbildning i San Francisco och det näst äldsta i Kalifornien.